# Pedinomonas
Pedinomonas ist eine Gattung von Grünalgen aus der Familie Pedinomonadaceae.
Es gibt sowohl Meeres- bzw. Salzwasserarten als auch Süßwasserarten:
Während die bekannteste Art weltweit in vielen Süßgewässern vorkommt (und in eutrophen Gewässern Blüten bildet), wurden andere aus Meeresplankton, Felsbecken, Salzseen usw. beschrieben.

## Beschreibung

### Morphologie
Die Pedinomonas-Organismen sind einzellige Geißeltierchen (Flagellaten) mit einer einzigen aus dem Zellkörper herausragenden Geißel (Flagellum). Die Form der Zellen ist länglich-elliptisch bis rund, gelegentlich auch etwas unregelmäßiger (leicht asymmetrisch bzw. etwas abgeflacht).
Die Geißel ist seitlich in der Nähe des vorderen Endes angesetzt und beim Schwimmen nach hinten gerichtet. Daneben gibt es einen zweiten Basalkörper.
Die Geißel trägt sehr dünne haarähnliche Anhängsel.
Die Zelle ist nackt (ohne Zellwand) mit einem einzigen parietalen (an der Seite befindlichen) Chloroplasten.
Bei einigen Arten befindet sich ein einzelnes Pyrenoid in der hinteren Hälfte der Zelle, bei anderen gibt es zwei Pyrenoide oder auch gar keines.
Ein einzelner Augenfleck (Stigma, englisch eyespot) befindet sich auf der Oberfläche des Pyrenoids.
Bei Süßwasserarten befindet sich eine kontraktile Vakuole am vorderen Ende.
Die beschriebenen Arten unterscheiden sich in Form und Größe der Zellen, der Anzahl der Pyrenoide und dem Vorhandensein oder Fehlen von Stigmen.
Detaillierte ultrastrukturelle Studien finden sich bei Ettl und Manton (1964), Pickett-Heaps und Ott (1974, Mitose und Zellteilung) sowie bei Moestrup (1991). Die Plastidenfarbstoffe sind beschrieben bei Harder und Koch (1954).

## Genetik
Das mitochondriale Genom (Mitogenom) von Pedinomonas minor wurde 1999 vom Turmel et al. sequenziert.

### Fortpflanzung und Koloniebildung
Die Mitose ist bei den Pedinomonas-Vertretern von einem für Grünalgen ungewöhnlichen Typ:
Die Zellteilung findet ohne Entwicklung eines Phragmoplasten („Zellwandbildner“) oder Phycoplasten statt.
Es sind auch Palmella-Stadien (en. palmella stages, koloniale Ansammlung von unbeweglichen, unbegeißelten Individuen, die entweder regelmäßig im Lebenszyklus oder als Reaktion auf Umweltbedingungen bei einigen begeißelten Grünalgen auftreten) bekannt.
Sexuelle Fortpflanzung wurde zwar in der früheren Literatur beschrieben, konnte aber in letzter Zeit nicht bestätigt werden (Stand März 2022).
Dagegen sind asexuelle Zysten gut bekannt; sie sind bei einigen Arten glattwandig, bei mindestens einer anderen Art mit auffälligen Warzen versehen.

### Vorkommen
Am prominentesten ist das Vorkommen weltweit (d. h. kosmopolitisch) in vielen Süßgewässern, wo es in eutrophen Gewässern zu Algenblüten kommen kann. Andere Arten kennt man aus Meeresplankton, Felsbecken, Salzseen usw.
Einige Arten wurden auch als Epizoen auf Krustentieren beschrieben, eine als Symbiont in Noctiluca (Pedinomonas noctilucae) und eine in der Radiolarie Thalassolampe.

## Etymologie
Der Gattungsname Pedinomonas (feminin) setzt sich zusammen aus dem Präfix ‚pedino-‘ (von altgriechisch πεδινός pedinós, deutsch ‚eben‘, ‚flach‘) und dem Suffix ‚-monas‘ (von altgr. μονάς monás, deutsch ‚Einheit‘, ‚Einfachheit‘, für (eukaryotische) Einzeller, d. h. Protisten).

## Arten
Mehrere Spezies müssen noch detailliert untersucht werden, bevor ihre Aufnahme in die Gattung Pedinomonas als gerechtfertigt gelten kann.
Umgekehrt wurde eine marine Art (Pedinomonas mikron) 2012 in die neue Gattung Resultor (alias Resultomonas) übergeführt.
Die Klasse Pedinophyceae wurde von Øjvind Moestrup 1991 aufgrund detaillierter ultrastruktureller Studien  etabliert, um die Gattung samt Familie Pedinomonadaceae aufzunehmen.
Die hier angegebene Artenliste basiert auf folgenden Quellen:
- A – AlgaeBase[7]
- E – Encyclopedia of Life (EOL)[6]
- N – National Center for Biotechnology Information (NCBI) Taxonomy Browser[2]
- O – OneZoom (ohne Autorenschaft)[18]
- U – Universal Protein Database (UniProt)[3]
- W – World Register of Marine Species (WoRMS)[1]
- µ – Nordic Microalgae and aquatic protozoa, Swedish Meteorological and Hydrological Institute (SMHI)[5]

Gattung: Pedinomonas Korshikov (O,µ) 1921 (A) bzw. 1923 (E,N,U) oder 1938 (W)
- Spezies: Pedinomonas epiphytica Kisselev (A,E,O,W)
- Spezies: Pedinomonas major Korshikov 1923 (A,E,O,W,µ)
- Spezies: Pedinomonas minor Korshikov, 1923[19][20] (A,E,N,O,U,W) – Typus (A)
- Spezies: Pedinomonas minutissima Skuja 1956 (A,E,O,W,µ)
- Spezies: Pedinomonas natantes Skvortsov 1971 (A,E,O,W)
- Spezies: Pedinomonas noctilucae (R.Subrahmanyan) Sweeney 1976[11][12] (A,E,W) – früher in Gattung Protoeuglena Subrahmanyan[12]
- Spezies: Pedinomonas rotunda Korshikov 1923 (A,E,O,W)
- Spezies: Pedinomonas rotundata Korshikov (E)
- Spezies: Pedinomonas salina Proshkina-Lavrenko & Anisimova 1941 (A,E,O,W)
- Spezies: Pedinomonas subsphaerica Caljon (E,O)
- Spezies: Pedinomonas symbiotica M.Cacholn & Caram (A,E)
- Spezies: Pedinomonas tenuis Massjuk 1970 (A,W)
- Spezies: Pedinomonas tenuissima Ettl 1965 (A,E,O,W)
- Spezies: Pedinomonas tuberculata (Vischer) Gams, 1949[21] (N,E,O,U) – evtl. zu Chlorochytridion (A,W), s. u.
- Spezies: Pedinomonas upsilon Droop 1953 (A,E,O,W)
- Spezies: Pedinomonas sp. M2079/1[22] (N,U)
- Spezies: Pedinomonas sp. NIES-363[23]
- Spezies: Pedinomonas sp. NYA[24] (N,U)
- Spezies: Pedinomonas sp. PCC441[25] (N,U)
- Spezies: Pedinomonas sp. UTEX 'LB 1027'[22] (N,U)

Überführungen in andere Gattungen:
- Pedinomonas mikron Throndsen 1969 ist ein Synonym von Resultomonas moestrupii Marin, 2012[17] (A,W)
- Pedinomonas tuberculata (Vischer) Gams 1947[21] ist ein evtl. Synonym von Chlorochytridion tuberculatum Vischer, 1945 (A,W)